# Архиепархия Саутуарка
Архиепархия Саутуарка — римско-католическая митрополия с центром Лондоне, Англии. Основана в 1851 году Папой Пий IX в числе первых 13 диоцезов на территории Англии. Позднее из неё выделили диоцез Арундела и Брайтона и диоцез Портсмута.   
Площадь архидиоцеза составляет 3,000 км² и включает графства: частично Большой Лондон южнее Темзы, Кент, и унитарную единицу Медуэй. Центр архидиоцеза находится в центральном Лондоне, в кафедральном соборе Святого Георгия на Westminster Bridge Road, который был основным католическим кафедральным собором Англии до открытия Вестминстерского собора в 1903 году. 
В настоящий момент пост архиепископа Саутуарка занимает Джон Уилсон, 5-й архиепископ Саутуарка, который сменил на этом посту вышедшего в отставку Питера Смита